# Klocuch
Klocuch – polski wideobloger i osobowość internetowa.

## Historia
Osoba znana jako Klocuch swoją działalność rozpoczęła w 2010 roku, umieszczając na YouTube amatorskie wideorecenzje gier komputerowych. Ówczesny kanał, na jaki trafiały filmy, nosił nazwę Klocuch12. Odbiór działalności kanału był w większości negatywny, komentujący wytykali twórcy brak profesjonalizmu i dużą infantylność. W 2012 roku hasło do kanału Klocuch12 zostało wykradzione, co uniemożliwiło jego założycielowi publikację treści. Założył on wtedy nowe konto, tym razem nazwane KlocuchRecenzje, które z czasem zmieniło nazwę na Klocuch. Twórca do dziś korzysta z tego właśnie konta, mimo że poprzedni kanał został mu po pewnym czasie zwrócony. Obecnie odbiór filmów Klocucha jest w znacznej części pozytywny.

## Twórczość
Treści tworzone przez Klocucha odznaczają się dużą różnorodnością. Poza recenzjami gier wideo, od których rozpoczął swą działalność, publikuje on również filmy z poradami bądź przemyśleniami na różnorakie tematy. Jedną z bardziej rozpoznawalnych form jego twórczości są tak zwane „kabarety”, czyli w rzeczywistości urywki filmów i seriali, opatrzone przez wideoblogera amatorskim dubbingiem. W 2017 roku Klocuch rozszerzył swoją działalność o przeróbki popularnych utworów muzycznych; jego parodia piosenki Gucci Gang Lil Pumpa, zatytułowana Kruci gang, zamieszczona 1 stycznia 2018 roku, w niespełna pół roku została wyświetlona na YouTube ponad 4 miliony razy. Podobną popularność zdobyła, umieszczona kilka miesięcy później, przeróbka utworu Tamagotchi duetu Taconafide, nosząca tytuł Aezakmi.
Fenomen popularności Klocucha przypisywany jest jego specyficznemu sposobowi wysławiania się. Twórca stosuje w swych filmach charakterystyczny, prymitywny, infantylny język, obfitujący w neologizmy, błędy gramatyczne i regionalizmy z całego kraju, ponadto mówi w nich nietypowo piskliwym głosem. Nigdy nie pokazuje swojej twarzy, przez co jego tożsamość nadal pozostaje nieznana, pomimo wielu prób ustalenia jej przez liczne osoby. Mimo to, Klocuch występuje niekiedy gościnnie w filmach innych wideoblogerów, takich jak Bartłomiej Szczęśniak („Mietczyński”) czy Jakub Klawiter.
Prześmiewczość i charakterystyczny typ humoru Klocucha stopniowo uwydatniały się na przestrzeni lat. Stałym elementem jego twórczości są nawiązania do wczesnych programów telewizyjnych, początków internetu i gier komputerowych w Polsce, czyli zagadnień mających dla twórcy oraz licznych jego widzów wartość nostalgiczną.
W 2018 roku podjął współpracę z deweloperem kuklam studios i użyczył głosu czarnemu charakterowi w grze komputerowej Cartonfall. W ramach promocji, 13 lipca umieścił na swym kanale wideorecenzję tytułu.
1 września 2018 w Galerii Komputer w Warszawie miała zostać zainaugurowana retrospektywna wystawa pt. „Moje jest wygranko”, poświęcona twórczości Klocucha, jednak z powodu otrzymywanych przez organizatorów gróźb i domniemanego ujawnienia tożsamości Klocucha wystawę przełożono na październik. Oficjalne otwarcie ekspozycji spotkało się z bardzo dużym zainteresowaniem publiczności (na wydarzenie zapisało się ponad 20 tysięcy osób) oraz z aprobatą profesjonalnych krytyków i mediów branżowych. W konsekwencji popularności jesiennej wystawy, Klocuch został m.in. zgłoszony jako kandydat do zdobycia Paszportu „Polityki” w dziedzinie kultury cyfrowej oraz wymieniony przez krytyka, Stacha Szabłowskiego jako debiut roku 2018 w rocznym podsumowaniu magazynu „Szum”.
W sierpniu 2019 Klocuch wydał album pt. „Kaseta z komuni”, nawiązujący do „Pocztówki z WWA, lato'19” Taco Hemingwaya, a także do twórczości Dawida Podsiadły. Odsłuch płyty odbył się na antenie Czwórki. Klocuch udzielił także stacji pierwszego radiowego wywiadu.
11 kwietnia 2020 Klocuch wydał piosenkę Kwiecień, która jest przeróbką utworu Jesień Quebonafide. Piosenka dotarła do 30. miejsca na karcie „na czasie” w kategorii „gry” na YouTube.
2 maja 2020 Klocuch odpowiedział na nominację Taco Hemingwaya do udziału w #hot16challenge2.

## Dyskografia
| Rok  | Album                                          |
| ---- | ---------------------------------------------- |
| 2019 | Kaseta z komuni - data: 6 sierpnia 2019        |
| 2022 | Najpiekniejsze kolendy - data: 17 grudnia 2022 |
| 2024 | Ulubione kolendy - data: 6 grudnia 2024        |